# Halowe Mistrzostwa Europy w Lekkoatletyce 1988 – bieg na 200 m kobiet
Bieg na 200 metrów kobiet – jedna z konkurencji biegowych rozgrywanych podczas halowych lekkoatletycznych mistrzostw Europy w  hali Sport Csárnok w Budapeszcie. Eliminacje zostały rozegrane 5 marca, a półfinały i bieg finałowy 6 marca 1988. Zwyciężyła reprezentantka Polski Ewa Kasprzyk. Tytułu zdobytego na poprzednich mistrzostwach nie broniła Kirsten Emmelmann z Niemieckiej Republiki Demokratycznej.

## Rezultaty

### Eliminacje
Rozegrano 4 biegi eliminacyjne, do których przystąpiło 20 biegaczek. Awans do półfinałów dawało zajęcie jednego z pierwszych dwóch miejsc w swoim biegu (Q). Skład półfinałów uzupełniły cztery zawodniczki z najlepszym czasem wśród przegranych (q).
Opracowano na podstawie materiału źródłowego.
Bieg 1
| Miejsce | Zawodniczka        | Czas  | Uwagi |
| ------- | ------------------ | ----- | ----- |
| 1       | Silke-Beate Knoll  | 23,39 | Q     |
| 2       | Regula Aebi        | 23,75 | Q     |
| 3       | Kornelija Šinković | 23,84 | q     |
| 4       | Semra Aksu         | 24,95 |       |

Bieg 2
| Miejsce | Zawodniczka      | Czas  | Uwagi |
| ------- | ---------------- | ----- | ----- |
| 1       | Tatjana Papilina | 23,14 | Q     |
| 2       | Marie-José Pérec | 23,59 | Q     |
| 3       | Blanca Lacambra  | 23,79 | q     |
| 4       | Andrea Thomas    | 23,87 |       |
| 5       | Tarja Leveelahti | 24,11 |       |

Bieg 3
| Miejsce | Zawodniczka       | Czas  | Uwagi |
| ------- | ----------------- | ----- | ----- |
| 1       | Galina Malczugina | 23,30 | Q     |
| 2       | Cwetanka Iliewa   | 23,45 | Q     |
| 3       | Sisko Hanhijoki   | 24,10 |       |
| 4       | Marina Skordi     | 24,12 |       |
| 5       | Lucrécia Jardim   | 24,47 |       |
| 6       | Erika Szopori     | 24,52 |       |

Bieg 4
| Miejsce | Zawodniczka         | Czas  | Uwagi |
| ------- | ------------------- | ----- | ----- |
| 1       | Ewa Kasprzyk        | 23,10 | Q     |
| 2       | Ingrid Auerswald    | 23,49 | Q     |
| 3       | Els Vader           | 23,58 | q     |
| 4       | Irma Könye          | 23,77 | q     |
| 5       | Vivienne McGoldrick | 24,76 |       |

### Półfinały
Rozegrano 2 biegi półfinałowe, w których wystartowało 12 biegaczek. Awans do finału dawało zajęcie jednego z trzech pierwszych miejsc w swoim biegu (Q).
Opracowano na podstawie materiału źródłowego.
Bieg 1
| Miejsce | Zawodniczka        | Czas  | Uwagi |
| ------- | ------------------ | ----- | ----- |
| 1       | Ewa Kasprzyk       | 23,06 | Q     |
| 2       | Ingrid Auerswald   | 23,26 | Q     |
| 3       | Galina Malczugina  | 23,30 | Q     |
| 4       | Kornelija Šinković | 23,46 |       |
| –       | Regula Aebi        | DSQ   |       |
| –       | Els Vader          | DNS   |       |

Bieg 2
| Miejsce | Zawodniczka       | Czas  | Uwagi |
| ------- | ----------------- | ----- | ----- |
| 1       | Silke-Beate Knoll | 23,13 | Q     |
| 2       | Tatjana Papilina  | 23,18 | Q     |
| 3       | Cwetanka Iliewa   | 23,30 | Q     |
| 4       | Irma Könye        | 23,66 |       |
| 5       | Blanca Lacambra   | 23,79 |       |
| 6       | Marie-José Pérec  | 23,26 |       |

### Finał
Opracowano na podstawie materiału źródłowego.
| Miejsce | Zawodniczka       | Czas  | Uwagi |
| ------- | ----------------- | ----- | ----- |
| 1       | Ewa Kasprzyk      | 22,69 | [ 2 ] |
| 2       | Tatjana Papilina  | 22,79 |       |
| 3       | Silke-Beate Knoll | 23,12 |       |
| 4       | Cwetanka Iliewa   | 23,17 |       |
| 5       | Ingrid Auerswald  | 23,25 |       |
| 6       | Galina Malczugina | 23,42 |       |